# Nhóm ngôn ngữ Nam Sulawesi
Các ngôn ngữ Nam Sulawesi là một phân nhóm ngôn ngữ thuộc ngữ tộc Malay-Polynesia của ngữ hệ Nam Đảo (Austronesia). Các ngôn ngữ này chủ yếu được 7 triệu người nói ở các tỉnh Nam Sulawesi và Tây Sulawesi của Indonesia, với một vùng ngoại ô nhỏ ở Tây Kalimantan.